# Sebastian Tudu
Sebastian Tudu (* 17. Juni 1967 in Changura) ist Bischof von Dinajpur.

## Leben
Sebastian Tudu empfing am 30. Dezember 1999 die Priesterweihe.
Papst Benedikt XVI. ernannte ihn am 29. Oktober 2011 zum Bischof von Dinajpur. Der Apostolische Nuntius in Bangladesch, Erzbischof Joseph Salvador Marino, spendete ihm am 27. Januar des nächsten Jahres die Bischofsweihe; Mitkonsekratoren waren Moses M. Costa CSC, Bischof von Chittagong, und Patrick D’Rozario CSC, Erzbischof von Dhaka.